# Georg Klee
Georg Klee, vanligen benämnd Georg Thymus, född 1518 i Zwickau. Klee var elev till Martin Luthers närmaste medarbetare Philipp Melanchthon i reformationsarbetet. Han arbetade sedan som lärare och psalmförfattare. Klee var rektor i Zwickau 1548, i Goslar 1549 och vidare till Wernigerode tills han 1558 utnämndes till professor i Wittenberg. Han dog 1561 i Lutherstadt, Wittenberg. 
Klee är representerad i både svenska och danska psalmböcker. Bland andra den danska Psalmebog for Kirke og Hjem och i svenska psalmböcker med psalmen Vänd bort din vrede, för vilken hans latinska Aufer immensam, Deus och tyska Wend ab deinen Zorn texter är förebild. En svensk översättning finns till exempel i Göteborgspsalmboken 1650.